# Antireclame

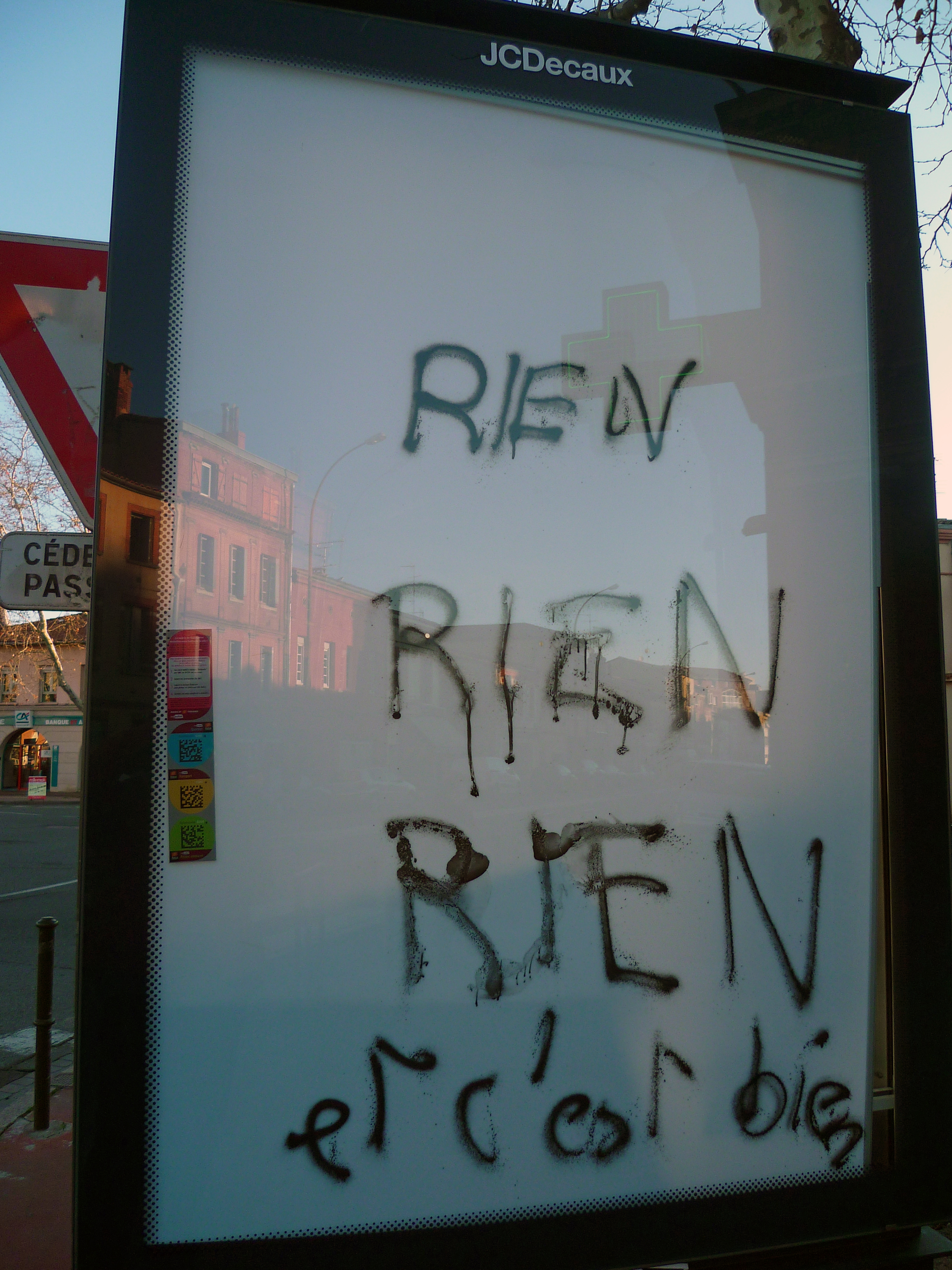
Afwezigheid van reclame in Toulouse. Rien rien rien et c'est bien "Niets niets niets en dat is goed".

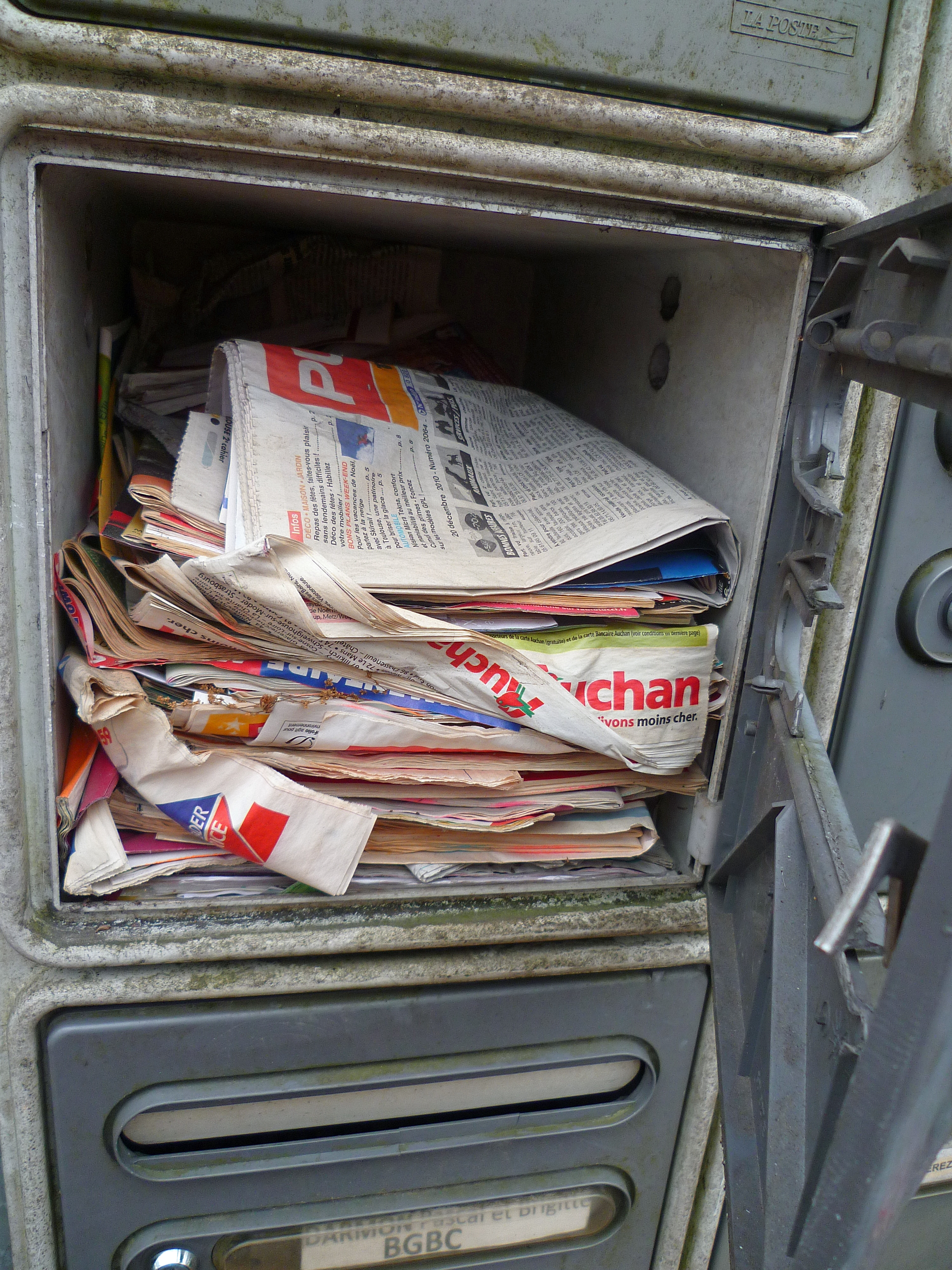
flyers in een brievenbus

Antireclame is een vorm van communicatie die leidt tot imagoschade van een bepaald product of dienst, met als gevolg dat potentiële afnemers of geïnteresseerden afgeschrikt worden een dergelijk product of dienst te kopen, te gebruiken of te steunen. Het is daarmee het tegenovergestelde van reclame.
Antireclame kan zowel worden uitgeoefend door een tegenstander, bijvoorbeeld de campagne van stichting Wakker Dier om geen plofkip te kopen, of door het product of de dienst zelf, wanneer het een slechte prestatie levert.
In zijn algemeenheid kan anti-reclame er ook op gericht zijn om reclame-uitingen in zijn geheel uit te bannen. In Hawaii protesteerden vrouwen in 1929 tegen ontsierende reclameborden door de aangeprezen producten te boycotten. In Parijs waren er in de herfst van 2003 anti-reclame-activisten actief, die reclameborden leeghaalden. In de Franse stad Grenoble maakte burgemeester Éric Piolle zich er vanaf zijn aanstelling in 2014 hard voor om álle straatreclames uit de stad te verbannen.